# Hear No Evil
Pour plus de détails, voir Fiche technique et Distribution.
Hear No Evil est un thriller américain réalisé par Robert Greenwald et sorti en 1993.

## Fiche technique
- Titre original : Hear No Evil
- Réalisation : Robert Greenwald
- Scénario : R. M. Badat, Danny Rubin et Kathleen Rowell
- Musique : Graeme Revell
- Photographie : Steven Shaw
- Montage : Éva Gárdos
- Décors : Susan Mina Eschelbach
- Costumes : Fleur Thiemeyer
- Production : Robert Greenwald et David Matalon
  - Producteur délégué : David Streit
- Sociétés de production : 20th Century Studios et Great Movies Ventures
- Société de distribution : 20th Century Studios et Summit Entertainment
- Pays de production :  États-Unis
- Langue originale : anglais
- Format : couleur — 2,35:1
- Genre : Thriller
- Durée : 97 minutes
- Dates de sortie :
  - États-Unis : 26 mars 1993

## Distribution
- Marlee Matlin : Jillian Shanahan
- D. B. Sweeney : Ben Kendall
- Martin Sheen : Lieutenant Brock
- John C. McGinley : Mickey O'Malley
- Christine Carlisi : Grace
- Greg Wayne Elam : Cooper
- Charley Lang : Wiley
- Marge Redmond : Mme Kendall
- Rodney Eastman : un enfant interviewé